# Rudolf Weber
Rudolf Weber, avstro-ogrski častnik, vojaški pilot in letalski as, * 1890, Segesvár, Transilvanija, † 1918.
Nadporočnik Weber je v svoji vojaški službi dosegel 6 zračnih zmag.

## Življenjepis
Med prvo svetovno vojno je bil pripadnik Flik 2 in Flik 25.

## Odlikovanja
- red železne krone 3. razreda
- vojaški zaslužni križec 3. razreda
- bronasta vojaška zaslužna medalja
- železni križec II. razreda